# 2004年アテネオリンピックのポーランド選手団
2004年アテネオリンピックのポーランド選手団（2004ねんアテネオリンピックのポーランドせんしゅだん）は、2004年8月13日から8月29日にかけてギリシャの首都アテネで開催された2004年アテネオリンピックのポーランド選手団、およびその競技結果。

## 概要
今大会は金メダル3個、銀メダル2個、銅メダル5個の合計10個のメダルを獲得した。

## メダル
| メダル | 選手名                       | 競技 | 種目               |
| ------ | ---------------------------- | ---- | ------------------ |
| 金     | ロベルト・コジェニョフスキ   | 陸上 | 男子50km競歩       |
| 金     | オティリア・イェジェイチャク | 競泳 | 女子200mバタフライ |
| 銀     | オティリア・イェジェイチャク | 競泳 | 女子100mバタフライ |
| 銀     | オリティア・イェジェチャク   | 競泳 | 女子400m自由形     |
| 銅     | アンナ・ロゴフスカ           | 陸上 | 女子棒高跳         |